# Manto de Enrique II

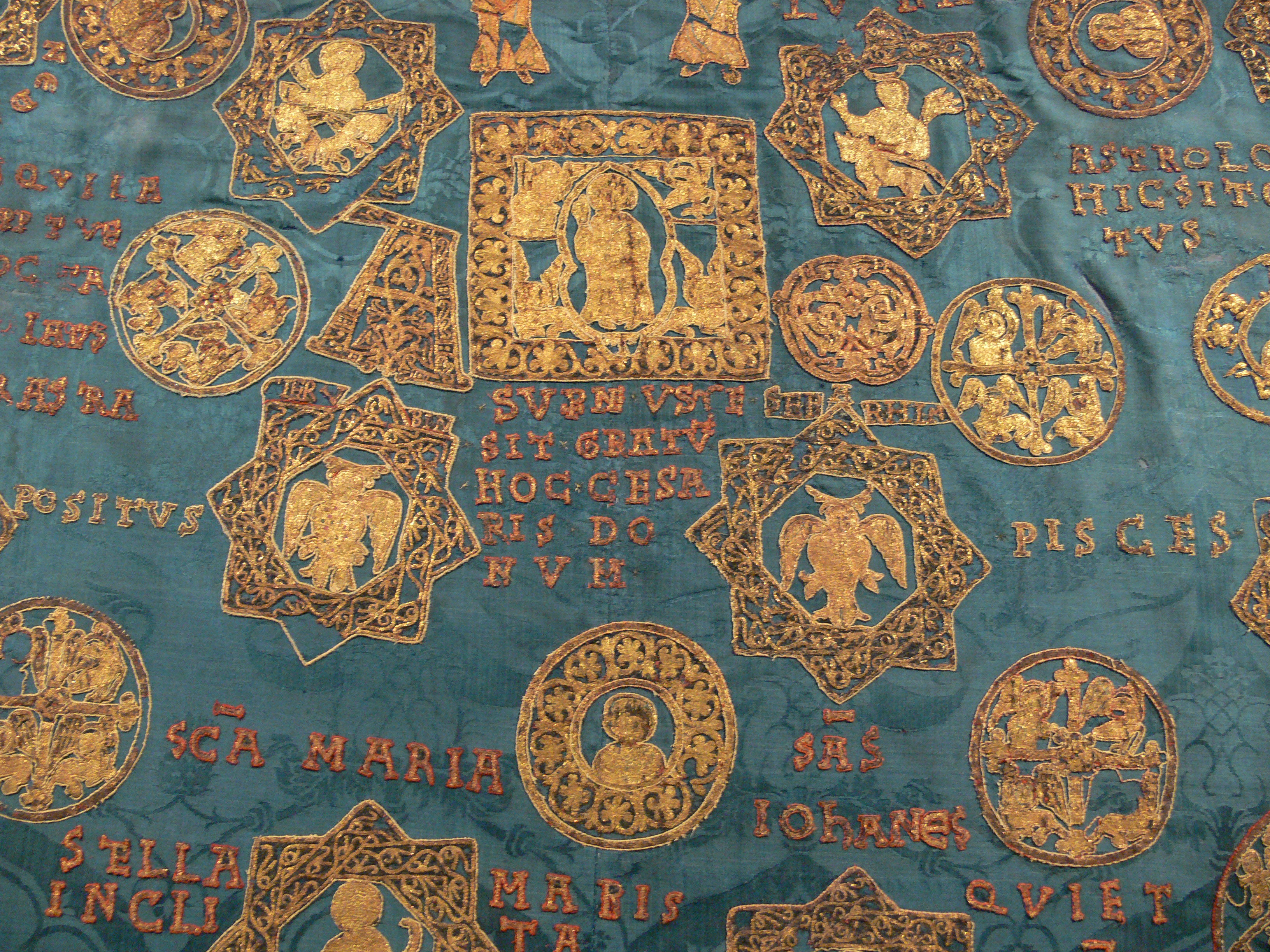
Aplicaciones en detalle, con Cristo en el centro, en la mandorla.

El manto de Enrique II (en alemán: Sternenmantel Heinrichs II.) es una importante obra de arte textil medieval. Se encuentra actualmente en el Museo Diocesano de Bamberg. Fue un regalo del príncipe apuliano Melo de Bari a Enrique II con motivo de la reunión del emperador con el papa Benedicto VIII en 1020 en Bamberg.

## Descripción
El programa de imágenes de los bordados de oro que ornamentan todo, se puede ver en la inscripción del margen inferior izquierdo: es una descripción de todo el mundo (DESCRIPTIO TOCIVS ORBIS). El lugar más prominente, en el centro del manto superior de la espalda, es un aplique con Cristo en majestad, Cristo entronizado en mandorla rodeado por el Tetramorfos. Cristo está flanqueado por Sol –la personificación del Sol–, la Luna, un querubín, un serafín, así como el Alfa y Omega, la primera y última letra del alfabeto griego que simboliza el principio y el fin del mundo. El mundo subordinado a Cristo está representado por la madre de Dios, María, Juan el Bautista, dos obispos y seis figuras de santos con halos sentadas, mientras que el el Zodíaco y los dos hemisferios representan el universo entero. Las numerosas representaciones están muy elaboradas, cada una rodeada por aforismos también bordados, que parcialmente son traducciones incorrectas al latín de Phainomena («Fenómenos celestes») de Arato de Solos, un poema didáctico del siglo III a. C., que sirvió de base. Una inscripción en el lado derecho nombra al donante de la obra: PAX ISMAHELI QVI HOC ORDINAVIT (Paz a Ismael, que encargó esto).

## Antecedentes
El nombre del donante, Ismael debe considerarse un seudónimo de Melo de Bari, quien, después de ser derrotado por los bizantinos en la Batalla de Cannas en el año 1018, solicitó la ayuda de Enrique y viajó hasta Bamberg en 1020, donde el papa Benedicto VIII visitó al emperador durante la Pascua. El emperador también se reunió para pedirle ayuda en la lucha contra la expansión de los bizantinos en el sur de Italia. En esta ocasión, el príncipe quería entregar la capa como un regalo a Enrique, pero esto no fue posible, pues murió en Bamberg antes de su finalización, el 23 de abril del mismo año. Esto queda claro por el deseo de paz bordado para el difunto. La inscripción dedicatoria en el dobladillo inferior prueba que Melo (Ismael) pretendía que la capa fuera para el emperador: O DECVS EVROPAE CESAR HEINRICE BEARE| ANGEAT [= AVGEAT] IMPERIVM TIBI REX QVI REGNAT IN EVUMO DECVS EVROPAE CESAR HEINRICE BEARE| ANGEAT [= AVGEAT] IMPERIVM TIBI REX QVI REGNAT IN EVUM (Salvación seas tú, adorno de Europa, emperador Enrique, tu reino multiplica al rey, que reina allí eternamente). Sin embargo, Enrique finalmente se negó a usar el manto y lo donó a la catedral de Bamberg, después de que tuvo otra inscripción con el deseo de aprobación divina si había sido golpeada la base debajo de la plaza de Cristo: SVP [ER] NE VSYE SIT GRATV [M] HOC CESARIS DONVM (Para el Ser Supremo, este regalo imperial es bienvenido).

## Calificación
Realizada en técnica de aplique, se hicieron bordados bastante elaborados alrededor de 1018–1024 en Ratisbona. Por el contrario, el portador es un tejido de seda de Italia entre 1453 y 1455, en el que se restauró el manto. El bordado fue cortado y cosido en la nueva tela. El tejido original, parcialmente presente aún bajo la capa de aplicación, era de seda violeta - púrpura oscuro.